# Versorgungswerk der Mitglieder der Landtage von Nordrhein-Westfalen, Brandenburg und Baden-Württemberg
Das Versorgungswerk der Mitglieder der Landtage von Nordrhein-Westfalen,  Brandenburg und Baden-Württemberg (kurz: Versorgungswerk der Landtage – VLT) ist eine Körperschaft des öffentlichen Rechts mit Selbstverwaltung. Zweck ist die Sicherung der Alters- und Hinterbliebenenversorgung der Mitglieder der Landtage Nordrhein-Westfalens, Brandenburgs und Baden-Württembergs.

## Geschichte
Mit Beginn der 14. Wahlperiode am 8. Juni 2005 hatte der Landtag NRW als erstes deutsches Landesparlament einen Systemwechsel bei der Abgeordnetenbezahlung und -versorgung vollzogen. Die steuerfreien Pauschalen wurden gestrichen und die staatliche Alters- und Hinterbliebenenversorgung abgeschafft. Stattdessen erhielten die dortigen Abgeordneten seitdem einen steuerpflichtigen monatlichen Gesamtbetrag, von dem ein Pflichtbeitrag zur Altersvorsorge in das für die Mandatsträger gegründete Versorgungswerk fließt.
Der Landtag von Nordrhein-Westfalen stimmte dann im Juni 2013 einem Gesetz zu, das die Landtagspräsidentin ermächtigte, einen Vertrag mit dem Landtag Brandenburg über ein gemeinsames Versorgungswerk zu unterzeichnen. Vom Beginn der 6. Wahlperiode des Landtags Brandenburg am 8. Oktober 2014 an trug das Versorgungswerk den Namen Versorgungswerk der Mitglieder des Landtags Nordrhein-Westfalen und des Landtags Brandenburg. Seit diesem Termin waren auch die Mitglieder des Landtags Brandenburg Mitglieder des Versorgungswerks.
Ab dem 1. Dezember 2019 trat schließlich auch der Landtag von Baden-Württemberg dem Versorgungswerk bei. Seitdem trägt das Versorgungswerk den Namen Versorgungswerk der Mitglieder der Landtage von Nordrhein-Westfalen, Brandenburg und Baden-Württemberg.

## Organisation
Beiträge, Leistungen und Struktur des Versorgungswerkes werden durch die Abgeordneten- und Versorgungswerksgesetze der beteiligten Bundesländer sowie die Satzung des Versorgungswerks geregelt. Sie entsprechen im Wesentlichen denjenigen anderer berufsständischer Versorgungseinrichtungen.
Als Organe der Selbstverwaltung bestimmt die Satzung:
- die Vertreterversammlung
- den Vorstand
- den Vorstandsvorsitzenden

Die laufenden Geschäfte führen die Geschäftsführer nach den vom Vorstand bestimmten Grundsätzen.

## Zusammenarbeit
Das Versorgungswerk der Mitglieder der Landtage von Nordrhein-Westfalen, Brandenburg und Baden-Württemberg arbeitet eng mit der Ärzteversorgung Westfalen-Lippe (ÄVWL) zusammen, die auf Basis eines geschlossenen Geschäftsbesorgungsvertrags die Verwaltung der Kapitalanlage übernimmt. Die Kooperation mit der ÄVWL ermöglicht dem Versorgungswerk eine schlanke Verwaltung.